# Saison 2003-2004 du Real Madrid
 (juillet 2022).
Si vous disposez d'ouvrages ou d'articles de référence ou si vous connaissez des sites web de qualité traitant du thème abordé ici, merci de compléter l'article en donnant les références utiles à sa vérifiabilité et en les liant à la section « Notes et références ».
Maillots
Chronologie
Saison précédente Saison suivante
La saison 2003-2004 du Real Madrid est la 73e saison consécutive du club madrilène en première division.

## Récit de la saison
Toujours dans sa logique de recruter une star internationale par an, Florentino Pérez recrute David Beckham, dont la signature suit celles de Luis Figo, Zinédine Zidane et Ronaldo.
Malgré un titre de champion l'année précédente, Vicente del Bosque a été remplacé par Carlos Queiroz.
Le club réalise une bonne entame de saison, dominant notamment sa phase de groupe de Ligue des champions (devant Porto, Marseille et le Partizan Belgrade), avant d'éliminer le Bayern Munich en huitième de finale.
En quart de finale, les Madrilènes croisent la route de l'AS Monaco du néo-entraîneur Didier Deschamps. L'ex-coéquipier de Zidane remporte la bataille tactique au match retour à Monaco, où la performance de Fernando Morientes (prêté par le Real) élimine son club formateur.
Portée vers l'offensive, l'équipe souffre surtout de l'absence de son récupérateur Claude Makélélé, parti à Chelsea.
À la suite de cette élimination surprise en coupe d'Europe, le club s'effondre en Liga, totalisant une terrible série de cinq défaites, lors des cinq dernières journées de championnat. Valence est sacré avec sept points d'avance.
En finale de la coupe du Roi, Saragosse l'emporte lors des prolongations (2-3).
Cette fin de saison désastreuse entraîne le limogeage de l'entraîneur.

## Recrutement

### Arrivées
| Joueur        | Pays       | Âge | Poste  | Type de transfert | Durée        | Indemnité       | Période       | Provenance                         |
| ------------- | ---------- | --- | ------ | ----------------- | ------------ | --------------- | ------------- | ---------------------------------- |
| David Beckham | Angleterre | 28  | Milieu | Transfert         | 4 ans (2007) | 35 millions d'€ | Mercato d'été | Manchester United (Premier League) |

### Départs
| Joueur             | Pays       | Âge | Poste     | Type de transfert | Indemnité       | Période       | Provenance                       |
| ------------------ | ---------- | --- | --------- | ----------------- | --------------- | ------------- | -------------------------------- |
| Aitor Karanka      | Espagne    | 29  | Défenseur | Transfert         |                 | Mercato d'été | Athletic Bilbao (Liga)           |
| Claude Makélélé    | France     | 30  | Milieu    | Transfert         | 16 millions d'€ | Mercato d'été | Chelsea FC (Premier League)      |
| Flávio Conceição   | Brésil     | 30  | Milieu    | Transfert         |                 | Mercato d'été | Borussia Dortmund (Bundesliga)   |
| Steve McManaman    | Angleterre | 32  | Milieu    | Transfert         |                 | Mercato d'été | Manchester City (Premier League) |
| Fernando Morientes | Espagne    | 28  | Attaquant | Prêt              |                 | Mercato d'été | AS Monaco (Ligue 1)              |